# Prieuré de Cosnay
Pour les articles homonymes, voir Cosnay.
Le prieuré de Cosnay à Lacs, aussi appelé la chapelle de Cosnay, est un édifice situé à Cosnay, l'un des hameaux de la commune de Lacs. 

## Historique
La chapelle romane a été bâtie dans la première moitié du XIIe siècle. L'édifice est mentionné dans la bulle du pape Pascal II de 1115 comme dépendant de l'abbaye de Déols. Déols en profita, d'après Gérard Guillaume, pour tenter de lancer, dans le village, une foire aux bestiaux susceptible de concurrencer celle de la commune voisine de la Berthenoux qui - elle - dépendait de l'abbaye de Massay.
La chapelle est d'abord un prieuré, puis dépend de la cure de Lacs, puis de celle de Briantes. Elle est vendue comme bien national en 1793, et sert d'habitation avant d'être laissée sans entretien. Une grange, élevée après 1841, occupe ce qui pourrait être l'emplacement d'une nef. 
La chapelle prieurale ainsi que la grange qui la précède et le sol de la parcelle, sont inscrits au titre des monuments historiques par arrêté du 16 juin 2003. 
La chapelle est une propriété privée, en cours de restauration.

## Description
L'édifice comprend un vaisseau presque carré couvert d'un berceau brisée avec une abside en hémicycle, voûtée en cul-de-four. Les murs sont en calcaire blanc, avec modénatures en pierre de taille. Le chevet semi-circulaire, bâti en partie en grand appareil, possède une série de modillons sculptés. L'ensemble mesure environ 6 mètres 50 de large et 10 mètres de long.